# Pachyphytum bracteosum
Pachyphytum bracteosum là một loài thực vật có hoa trong họ Crassulaceae. Loài này được Klotzsch miêu tả khoa học đầu tiên năm 1841.